# 出雲広嶋
出雲 広嶋（いずも の ひろしま、生没年不詳）は、奈良時代の人物。名は広島とも表記される。出雲国造・出雲果安の子。官位は外従五位下・出雲国造。『出雲国風土記』の編纂者。

## 経歴
養老8年（724年）元正天皇に出雲国造神賀詞を奏上し、これにより祝・神部ともども位階を進められ、禄を賜った（この時の位階は外従七位下）。神亀3年（726年）にも上京して、聖武天皇に神賀詞を奏上し、合わせて神社の剣・鏡と白馬・鵠を献上する。2人の祝と合わせて位階二階を進められるとともに、絁20疋・綿50屯・布60端、その他の祝部194人にも禄が与えられた。
天平5年（733年）2月に勘造された『出雲国風土記』編纂の総括的責任者として、巻末に「国造にして意宇の郡の大領を帯びたる、外正六位上 勲十二等 出雲臣広島」と署名している。天平10年（738年）外従五位下に昇叙された。
子または弟の出雲弟山が国造に就任した天平18年（746年）ごろ没したか。

## 官歴
注記のないものは『続日本紀』による。
- 時期不詳：外従七位下
- 養老8年（724年） 正月27日：見出雲国造。正月28日：受位
- 時期不詳：従六位上
- 神亀3年（726年） 正月2日：進位二階、賜絁20疋・綿50屯・布60端
- 天平5年（733年） 2月：見外正六位上、勲十二等、意宇郡大領[2]
- 天平10年（738年） 2月19日：外従五位下

## 系譜
- 父：出雲果安[4]
- 母：不詳
- 生母不詳の子女
  - 男子：出雲弟山 - 一説では弟[4]
  - 男子：出雲益方[4]